# Gilletinus bipagus
Gilletinus bipagus är en skalbaggsart som beskrevs av Henry Fuller Howden 1989. Gilletinus bipagus ingår i släktet Gilletinus och familjen Bolboceratidae. Inga underarter finns listade i Catalogue of Life.